# Test Your Might
Test Your Might è un minigioco apparso nella serie videoludica Mortal Kombat. È apparso per la prima volta nell'originale gioco Mortal Kombat. Lo scopo consiste nel rompere un blocco il cui materiale varia in base ai progressi del giocatore. Qui, si devono premere molti tasti per superare il limite, poi si deve premere il tasto "Parata" per colpire. Se ci riuscirà, cioè se il limite sarà superato, il giocatore romperà il blocco e guadagnerà una ricompensa. I materiali di cui il blocco è costituito è inizialmente il legno (wood), poi si andrà avanti fino a pietra (stone), incudine (steel), rubino (ruby) e diamante (diamond), poi si ripete questa sequenza.
In MK, nella modalità singleplayer, si possono fare i Test Your Might ogni tre vittorie, e si continua fino a quando finisce la modalità Arcade, composta in effetti da 12 battaglie. Nell'Arcade, ciò dà solo tre chance per continuare la sequenza, e tale cosa vuol dire che se si deve fare anche il rubino e il diamante, si devono vincere almeno due Test Your Might nell'Arcade. Nel multiplayer, il Test Your Might continua all'infinito, una volta ogni 5 battaglie, con i progressi mantenuti da entrambi i giocatori.
I punti sono i seguenti:
- Legno: 100 000 punti, equivalenti ad un bonus Fatality.
- Pietra: 200 000 punti, equivalenti ad un bonus Flawless Victory.
- Incudine: 500 000 punti, equivalenti ad un bonus Double Flawless Victory.
- Rubino: 1 000 000 punti.
- Diamante: 2 000 000 punti.

Il minigioco è poi ritornato in Mortal Kombat: Deadly Alliance, dove la sequenza dei materiali è più ampia, dall'iniziale bambù (bamboo) all'ultimo diamante (diamond). In più, al posto dei punti si possono ricevere delle Koins in base al materiale spezzato in caso di buona riuscita. Inoltre, il personaggio scelto reagirà in base all'esito del Test Your Might.
Il minigioco è apparso anche in Mortal Kombat: Shaolin Monks, anche se serve solo per guadagnare esperienza, ed anche in parti specifiche nelle battaglie boss. Il Test Yout Might è anche una gameplay feature in Mortal Kombat vs DC Universe, dove il giocatore può guidare l'avversario attraverso un certo numero di muri. Il Test Your Might apparirà anche in Mortal Kombat IX, come minigioco della Challenge Tower. Apparirà infine in Mortal Kombat X sia in gioco libero sia come "torre", cioè dal più facile al più difficile.